# Crappano
Crappano o Crapano (in croato: Krapanj) è un'isola della Croazia, situata di fronte alla costa dalmata, a sud di Sebenico. Fa parte dell'arcipelago di Sebenico.
Sulla costa sud-est dell'isola si trova l'omonimo centro abitato, dotato di un porto.
L'isola, che si trova nel canale di Sebenico (Šibeniski kanal) di fronte al centro di Brodarizza (Brodarica), da cui dista 370 m, è una delle più piccole isole dalmate abitate e con la maggiore densità. Nel 2011 aveva una popolazione di 170 abitanti.
Crappano è un'isola di antiche tradizioni di immersioni e raccolta di spugne da 300 anni, incrementata dall'avvento della prima attrezzature subacquee (nel 1893). La piccola industria persiste: le spugne di Crappano sono vendute in tutta Europa, con un mercato primario in Grecia e in Italia, e negli ultimi anni, attraverso il mercato cosmetico, anche su scala internazionale.

## Geografia
Crappano, che ha una lunghezza di circa 970 m, ha una superficie di 0,356 km², la sua costa è lunga 3,62 km e la sua altezza non supera i 1,5 m. L'isola ha una baia senza nome rivolta a sud. Crappano si trova a est dello sbocco del canale di Castell'Andreis (kanal Morinje) che porta al lago di Morigno (Morinje).

### Isole adiacenti

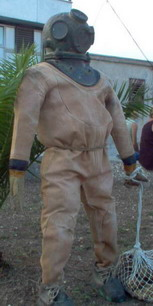
La prima attrezzatura subacquea di Crappano

- A nord-ovest, a 650 m di distanza si trova un piccolo scoglio (hrid Krapun) 43°40′48″N 15°54′19″E.
- Ottociaz[16] (Otočac), scoglio al centro del canale di Castell'Andreis; ha un'area di 9224 m²[17] e la costa lunga 441 m[17] 43°40′16″N 15°56′38″E.

### Cartografia
- (HR) Mappa topografica della Croazia 1:25000, su preglednik.arkod.hr. URL consultato il 31 maggio 2017.
- G. Giani, Carta prospettiva delle Comuni censuarie della Dalmazia, foglio 6, 1839. Fondo Miscellanea cartografica catastale, Archivio di Stato di Trieste.
- Carta di cabottaggio del mare Adriatico, foglio VII, Milano, Istituto geografico militare, 1822-1824. URL consultato il 4 gennaio 2017 (archiviato dall'url originale il 13 aprile 2013).